# Stelis rhodia
Stelis rhodia là một loài Hymenoptera trong họ Megachilidae. Loài này được Mavromoustakis mô tả khoa học năm 1960.